# ميزانية شخصية
الميزانية الشخصية (لميزانية فرد واحد) (بالإنجليزية: personal budget) أو ميزانية الأسرة (لميزانية فرد أو أكثر يعيشون في المسكن نفسهِ)  (بالإنجليزية: household budget) هي خطة لتنسيق الموارد (الدخل) ونفقات فرد أو أسرة. 

## أغراض إنشاء ميزانية شخصية
تُنشىء الموازنات الشخصية عادًة لمساعدة الفرد أو الأسرة في السيطرة على إنفاقهم المال وتحقيق أهدافهم المالية.  يمكن أن يساعد امتلاك موازنة الناس على الشعور بمزيد من التحكم في مواردهم المالية ويسهل عليهم عدم الإفراط في الإنفاق وتوفير المال.   الناس الذين يقتصدون في أموالهم هم أقل احتمالًا للحصول على ديون كبيرة، وأكثر احتمالًا يكونون قادرين على عيش حياة تقاعدية مريحة والاستعداد لحالات الطوارئ. 

## طرائق إعداد الميزانية الشخصية
يحتاج الشخص حساب صافي دخله في أبسط شكل لإنشاء ميزانية شخصية، وتتبع إنفاقه على مدى فترة زمنية محددة، وتحديد الأهداف بناءً على المعلومات التي جُمعت مسبقًا، ووضع خطة لتحقيق هذه الأهداف، وضبط إنفاقهم على أساس الخطة.  هناك العديد من طرائق وضع الموازنة لمساعدة الناس على القيام بذلك. 

### 5 خطوات أساسية لإعداد الموازنة
تشمل هذه الطريقة
تقييم الوضع المالي للفرد، وتحديد أهداف مالية واقعية، وتخصيص الدخل، وتتبع الإنفاق وتعديل الميزانية، ومراجعة الميزانية وتنقيحها بانتظام. يمكن أن تساعد هذه الخطوات الأفراد في كسب سيطرة أفضل على مواردهم المالية وتحقيق أهدافهم المالية. 

### موازنة 50/30/20
تكون موازنة 50/30/20 خطة بسيطة إذ تصنّف النفقات الشخصية إلى ثلاث فئات: الاحتياجات الأساسية، والرغبات، والمدخرات. يذهب 50% من صافي دخل الفرد نحو الاحتياجات، و30% نحو الرغبات، و20% نحو المدخرات. 

### ادفع لنفسك الطريقة الأولى (موازنة 80/20)
في ميزانية ادفع لنفسك أولًا، يدخر الناس أولًا ما لا يقل عن 20% من صافي دخلهم، ثم ينفقون 80% المتبقية بحرية. يمكنهم أيضًا اختيار ميزانية 70/30 أو 60/40 أو 50/50 لتحقيق المزيد من المدخرات. الجزء الأهم في هذه الطريقة هو وضع مدخرات الفرد جانبًا قبل الإنفاق على أي شيء آخر.  

#### طريقة حسابات التوفير الفرعية
تُشكل هذه الطريقة شكل مختلف من ميزانية ادفع لنفسك أولاً، إذ يعملون الأفراد على إنشاء حسابات توفير متعددة، كل منها لهدف واحد خاص (مثل إجازة أو سيارة جديدة)، ولكل منها مبلغ من المال يصل إليهِ من خلال تاريخ محدد. ثم يتقاسمون المبلغ المالي المُراد عبر جدول زمني لحساب كم من المال عليهم ادخاره كل شهر. 

### طريقة المظروف (الميزانية النقدية فقط)

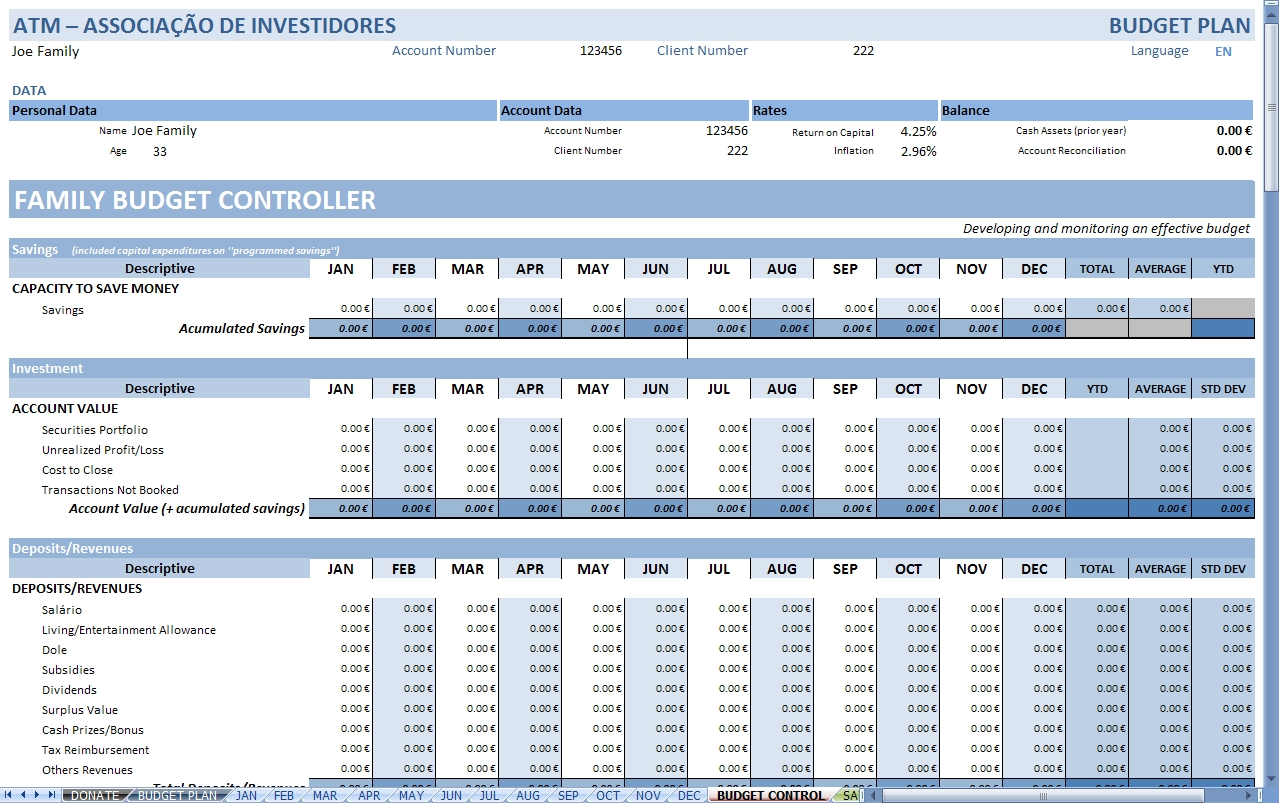
الميزانية الشخصية في ورقة إكسل.

يحتاجون الأشخاص بالنسبة لهذه الطريقة، إلى استخدام النقود بدلًا من بطاقات الائتمان . يحتاجون إلى تخصيص صافي دخلهم إلى فئات (مثل البقالة)، وسحب الأموال النقدية المخصصة لكل فئة، ووضعها في مظاريف. في أي وقت يريدون شراء شيء ما في إحدى الفئات، فإنهم يأخذون فقط المظروف المخصص لذلك ولا يتمكنوا من الإفراط في الإنفاق. 

### موازنة صفرية
يُخصص كل صافي دخل الفرد قبل الإنفاق، في هذه الموازنة الصفرية.  وتشمل تقسيم الدخل إلى فئات النفقات المختلفة، مؤكدًا أن جميع الأموال قد خُصصَ غرضٌ لها، وفي نهاية الشهر يوجد رصيد قدره صفر في الميزانية. 

## برامج وتطبيقات التمويل الشخصي
طُورت العديد من برامج التمويل الشخصي وتطبيقات الهاتف المحمول لمساعدة الناس في إدارة أموالهم. يمكن استعمال بعضها لإعداد الموازنة وتتبع النفقات، والبعض الآخر أساسيًا للمحفظة الاستثمارية الخاصة بالفرد. وتوجد خيارات مجانية ومدفوعة. 